# Bouenza (vattendrag i Kongo-Brazzaville)
Bouenza är ett vattendrag i Kongo-Brazzaville, ett biflöde till Niari. Det rinner genom den sydvästra delen av landet, 160 km väster om huvudstaden Brazzaville. Det övre loppet bildar gräns mellan departementen Plateaux, Pool och Bouenza å ena sidan och Lékoumou å den andra, medan det nedre loppet helt hör till departementet Bouenza.